# Angiopteris elliptica
Angiopteris elliptica là một loài dương xỉ trong họ Marattiaceae. Loài này được Alderw. mô tả khoa học đầu tiên năm 1918.